# Bambi-Verleihung 1979
Die 30. Bambi-Verleihung fand am 19. Januar 1979 im Bayerischen Hof in München statt. Die Preise beziehen sich auf das Jahr 1978. Die Moderatorin der Veranstaltung war Carolin Reiber.

## Die Verleihung
Erstmals wurde 1979 ein Bambi postum verliehen – an den wenige Tage vor der Verleihung gestorbenen Peter Frankenfeld. Der Preis wurde von Frankenfelds Witwe Lonny entgegengenommen.
Josef Göhlen erhielt nach 1978 bereits seinen zweiten Bambi. Er bekam die Bambis als Leiter des Kinder- und Jugendprogramms beim ZDF und damit als Verantwortlicher dafür, dass die Serien im deutschen Fernsehen liefen.

## Preisträger
Aufbauend auf die Bambidatenbank.

### Beliebteste Kinderserie
Josef Göhlen für Fünf Freunde

### Beste deutsche Sport-Reportage
Harry Valérien

### Beste deutsche TV-Schauspielerin
Christine Wodetzky für den Fernsehfilm Platzangst aus der Reihe Notsignale

### Bester ausländischer Seriendarsteller
Karl Malden für Die Straßen von San Francisco

### Bester Charakterdarsteller
Hans Christian Blech für Messer im Kopf

### Bester deutscher Fernsehjournalist
Dieter Kronzucker

### Bester deutscher Fernsehkommissar
Horst Tappert für Derrick

### Bestes deutsches Fernseh-Jugendmagazin
Karin Emde und Wolfgang Lörcher für Direkt

### Erinnerungsbambi
Peter Frankenfeld

### Fernsehentdeckung
Ursela Monn für Ein Mann will nach oben

### Interessanteste Fernsehserie
Alex Haley für Roots

### Lustigste Unterhaltung
Rudi Carrell für Am laufenden Band

### Produzent, für Verdienste um den deutschen Film
Ludwig Waldleitner